# Celorico de Basto
Celorico de Basto là một huyện thuộc tỉnh Braga, Bồ Đào Nha. Huyện này có diện tích 181 km², dân số thời điểm năm 2001 là 20466 người.